# Amomum coriandriodorum
Amomum coriandriodorum är en enhjärtbladig växtart som beskrevs av Shao Quan Tong och Y.M.Xia. Amomum coriandriodorum ingår i släktet Amomum och familjen Zingiberaceae. Inga underarter finns listade i Catalogue of Life.